# René Schoemakers

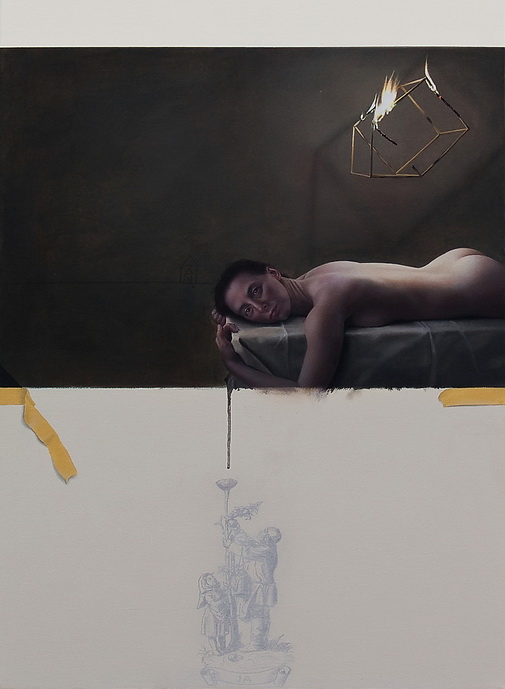
René Schoemakers: amok III. 2007 (Detail)

René Schoemakers (* 19. Mai 1972 in Kleve) ist ein deutscher Bildender Künstler mit dem Schwerpunkt Malerei.

## Leben und Werk
René Schoemakers studierte von 1993 bis 1999 Malerei bei Peter Nagel an der Muthesius Kunsthochschule Kiel sowie Philosophie und Kunstgeschichte an der Christian-Albrechts-Universität zu Kiel. Er arbeitet als Maler gegenstandsbezogen, hauptsächlich in naturalistischer Darstellungsweise, die deutlich stärker am Naturalismus orientiert ist, wie er schon aus der Malerei vor dem Aufkommen der Fotografie bekannt ist, als an einer stilistischen Orientierung an den Gestaltungsmitteln der Fotografie, diese „Malerei gemahnt sowohl an Holbein wie an Neusachliches der 20er-Jahre“. Zentral ist dabei das Moment der Distanzierung vom Bildgegenstand. Dabei bevorzugt er die Arbeit an mehrteiligen Bildserien und Werkzyklen, die zum Teil auch objekthaft im Raum arrangiert werden.
Im Werk von René Schoemakers wird im Medium der Malerei das Problem der bildlichen Repräsentation von konkreter individueller Existenz thematisiert. Schoemakers geht es darum, das Allgemeine im Besonderen in ihrer Gleichzeitigkeit nachvollziehbar zu machen. Seine Arbeiten zeigen meist „auf der einen Seite eine handwerklich-elaborierte Herstellung der sinnlichen Präsenz des Dargestellten, sowie andererseits die Vorführung eines die vermeintlich reine Wahrnehmung leitenden begrifflichen Rahmens“. Dabei bedient er sich einerseits Bildquellen aus seiner unmittelbaren Umgebung und verwendet keine Medienbilder, spielt in Bildaufbau und Details jedoch häufig auf kunsthistorische Muster an.
Das Bildpersonal ist zumeist begrenzt auf die eigene Familie, jedoch nicht im Sinne klassischer Genremalerei. „Auffällig ist die Isolierung der Personen durch die fehlenden Blickbeziehungen; Beziehungen werden nur über das Arrangement hergestellt.“ In einigen Arbeiten wird diese Bildwelt auch mit computergenerierten Elementen kombiniert.
Seit 2014 nehmen, beginnend mit der Werkserie The Missing Kink, gesellschaftspolitische Inhalte einen breiteren Raum neben dem ursprünglich eher individuell-existenziellen Thematiken ein, wobei die wesentlichen strukturellen Merkmale seiner Arbeiten erhalten bleiben. Sichtbar wird dies in Serien wie The Unencumbered Self von 2017/2018 und durch Ausstellungsbeteiligungen zu gesellschaftspolitischen Fragestellungen wie Weiter so. In den Jahren 2019/2020 entstand die Werkserie Weltgeist, die sich mit den Erscheinungsformen rechten Terrors auseinandersetzt. Für die Arbeit Der böhse Paul (Mekanïk Destruktïw Kommandöh) aus dieser Serie erhielt René Schoemakers 2022 den Wilhelm-Morgner-Preis.
Die Arbeit Der Hausrat der Nation wurde 2024 im Rahmen der Ausstellung „Dissonance. Platform Germany (2)“ in der Stadtgalerie Kiel gezeigt und der Entstehungsprozess für die Ausstellung aufbereitet.
René Schoemakers lebt in Kiel. Er arbeitet als Landesfachberater und hauptamtlicher Studienleiter für Philosophie am „Institut für Qualitätsentwicklung an Schulen Schleswig-Holstein“.

## Einzelausstellungen

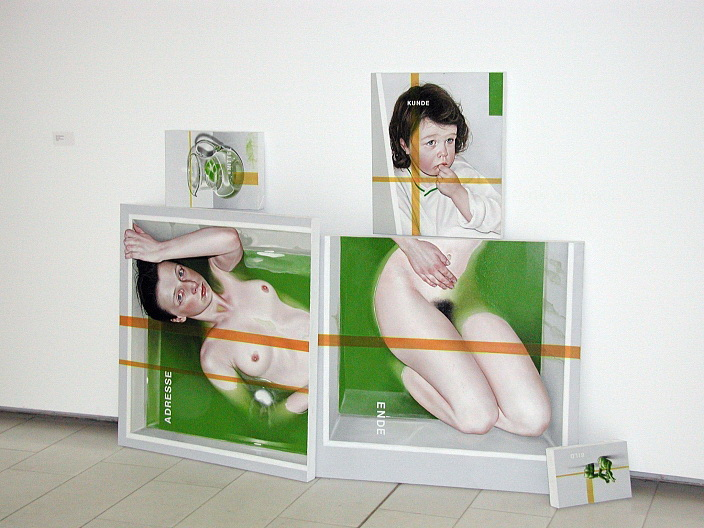
René Schoemakers:Hiob – Kunsthalle zu Kiel. 2000

- 1998: Organon, Textilmuseum Neumünster
- 1999: traditionals, Richard-Haizmann-Museum, Niebüll
- 2000: under construction, Galerie am Großneumarkt, Hamburg
- 2002: postpaintingprelude, Galerie am Großneumarkt, Hamburg
- 2005: Ego-Biennale, Galerie am Großneumarkt, Hamburg
- 2006: kleinvieh, Kunsthandel Widder, Wien
- 2008: Weltinventur, Reste, Literaturhaus Schleswig-Holstein, Kiel
- 2012: Widergänger, Kunstverein Emmerich
- 2012: Das Ende der Ironiker, Kunstraum B, Kiel
- 2012: hylemorphinismus, Kunstverein Kunst&Co, Flensburg
- 2012: dysfunktionale kognitionen? Kunstverein Region Heinsberg
- 2012: carne levale, Galerie Z, Stuttgart
- 2012: buridanesk!, Kunstverein Viernheim
- 2013: Soweit. Arbeiten 2003 bis 2012, Schloss vor Husum
- 2013: vor dem öffnen gut verschließen, Saarländisches Künstlerhaus, Saarbrücken
- 2013: Postauratische Entlastungsstörung, Galerie cubus-m, Berlin
- 2014: παρουσια (parousia), Kunstraum B, Kiel
- 2015: The Missing Kink, Museumsberg Flensburg und Städtische Galerie Eichenmüllerhaus Lemgo
- 2015: Paradigms Tossed, balzer projects, Basel
- 2015: Dystopia/Fugen, Galerie cubus-m, Berlin
- 2016: Konzentrat, Galerie Z, Stuttgart
- 2016: Zellstoff. Arbeiten auf Papier, Sparkassenstiftung Schleswig-Holstein, Kiel
- 2017: Zellstoff II, Kunstverein Paderborn
- 2017: Dystopia, Kunstverein Siegen
- 2017: Cranach Suite, Landesmuseum für Kunst und Kulturgeschichte Schloss Gottorf, Schleswig
- 2017: Zellstoff III, Kunstverein Elmshorn
- 2018: Blendwerk, Städtisches Museum, Kalkar
- 2018: The Unencumbered Self, Edmond Gallery, Berlin
- 2019: Oberflächenspannung, Arbeiten aus den Jahren 1997–2019, Museum Angerlehner, Thalheim bei Wels, Österreich
- 2020: Der harte Kern, Stadtgalerie Brunsbüttel
- 2021: Weltgeist/Ortsgeist, Karl Oskar Gallery, Berlin
- 2021: Weltgeist, Museum für Kunst und Kulturgeschichte Dortmund
- 2023: Genius Loki, Karl Oskar Gallery, Berlin

## Ausstellungsbeteiligungen
- 1991: Salon der Künstler, Städtisches Museum, Kleve
- 1998: Lucas-Cranach-Preis, Fränkische Galerie, Kronach
- 2000: Landesschau, Kunsthalle zu Kiel/Staatliche Kunstgalerie Danzig/Zoppot
- 2002: Saarferngas Förderpreis Junge Kunst, Wilhelm-Hack-Museum, Ludwigshafen
- 2003: Preis der Darmstädter Sezession, Mathildenhöhe, Darmstadt
- 2003/2004: NordKunst, Schleswig-Holstein im 20. Jahrhundert, Nordfriesisches Museum Husum, Kunstmuseum Tondern, Burgkloster Lübeck
- 2005: Zeichnung, Brunswiker Pavillon, Kiel

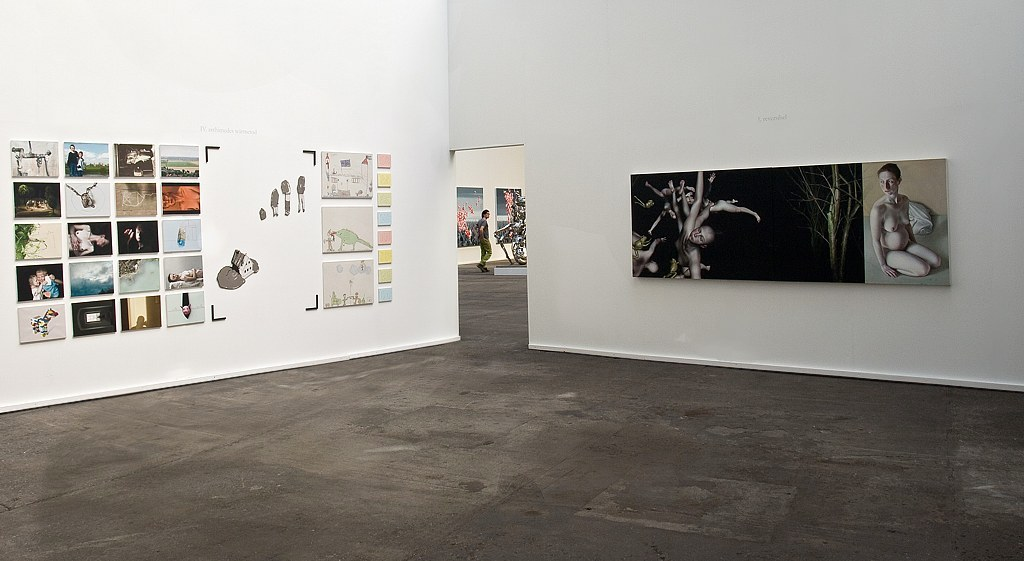
René Schoemakers:amok IV (links) und amok I. Nord Art 2008

- 2007: Samtidskunst fra Schleswig-Holstein, Galerie Skaarer, Lørenskog/Oslo 2007
- 2007: Anonyme Zeichner, blütenweiss – raum für kunst, Berlin
- 2008: Landesschau, Schleswig-Holsteinisches Landesmuseum, Schleswig
- 2009: Nord Art, Carlshütte, Rendsburg/Büdelsdorf
- 2010: Wilhelm-Morgner-Preis, Wilhelm-Morgner-Haus, Soest
- 2011: Orient – Okzident, Rosenheim-Museum, Offenbach am Main
- 2011: Menschenbilder, Lucas-Cranach-Preis, Fränkische Galerie, Kronach
- 2012: Menschenbilder, Cranach Stiftung, Wittenberg
- 2013: Metamorfoser, Reventlow-Museum, Pederstrup, Dänemark
- 2014: Windrose. Nordwind (IV), Kunstverein Schwimmhalle Schloss Plön
- 2014: Around You, OSTRALE – Internationale Ausstellung für zeitgenössische Künste, Dresden
- 2014: Kinder, Kinder!, Museumsberg Flensburg, Flensburg
- 2014: Figuration zwischen Traum und Wirklichkeit, Museum Angerlehner, Thalheim bei Wels, Österreich
- 2015/2016: Passion – Fan-Verhalten und Kunst, Künstlerhaus Bethanien, Berlin, Kunsthaus Nürnberg, Ludwig Múzeum Budapest, Stadtgalerie Kiel
- 2016: Der feine Riss. Malerei auf dem historischen Feld, Haus am Lützowplatz, Berlin
- 2017: Weiter so, Kunstraum Potsdam, Potsdam
- 2017: Glaube. Orte. Kunst. Richard Haizmann Museum, Niebüll
- 2018: bitch MATERial, Kunstquartier Bethanien, Berlin
- 2018: HistoRetroShabbyIsmus, Museumsberg Flensburg, Flensburg
- 2019: bOObs, Karl Oskar Gallery, Berlin, Raum linksrechts, Hamburg
- 2019: Photospiel, Karl Oskar Gallery, Berlin
- 2022: Dissonance. Platform Germany, Künstlerhaus Bethanien, Berlin
- 2022: Le monde clair des bienheureux.s.e.x.s, Quartier Général, La Chaux-de-Fonds, Schweiz
- 2023: Dyade, Kulturforum Schleswig-Holstein-Haus Schwerin
- 2023: Ostrale Biennale O23, robotron-Kantine, Dresden
- 2024: Dissonance. Platform Germany (2), Stadtgalerie Kiel
- 2024: Dissonance. Platform Germany #3, Nationales Kunstmuseum Rumäniens, Bukarest

## Preise und Stipendien
- 1999: Arbeits- und Reisestipendium der Dr.-Günther-Schirm-Stiftung, Lübeck
- 2009: mit Eun Jung Kim: Imke-Folkerts-Preis
- 2011: Kunstpreis der Bernd-und-Gisela-Rosenheim-Stiftung, Offenbach am Main
- 2011: Lucas-Cranach-Preis, Kronach
- 2022: Wilhelm-Morgner-Preis, Soest[13]

## Arbeiten in öffentlichen Sammlungen
- Kunstsammlung der Sparkassenstiftung Schleswig-Holstein: ...edle Größen..., 1998, Acryl auf Papier, 56,6 × 56,6 cm, carne levale III, 1998, Acryl auf Leinwand, 130 × 130 cm
- Kunstsammlung des Landes Schleswig-Holstein, Kiel: fleisch I, 1999, Acryl auf Leinwand, 3-teilig, je 40 × 30 cm
- Landesmuseum für Kunst und Kulturgeschichte, Schloss Gottorf, Schleswig: Hiob, 2000, Acryl auf Leinwand, 5-teilig, Maße variabel; Magister Ludi! Paint It Black!, 2016, Acryl auf Leinwand, 6-teilig, je 24 × 18 cm
- The George Economou Collection, Athen: amok I, 2004, Acryl auf Leinwand, 2-teilig, je 110 × 160 cm; drehen und wenden I, 2004, Acryl auf Leinwand, 2-teilig, je 110 × 160 cm; system 01, 2005, Acryl auf Leinwand, 8-teilig, insgesamt 310 × 60 cm; rokoko, 2003, Acryl auf Leinwand, 3-teilig, je 19 × 19 cm
- Sammlung des Saarländischen Künstlerhauses: angebot II, 2006, Acryl auf Leinwand, 18 × 24 cm
- Museum Angerlehner, Thalheim, Österreich: amok II, 2006, Acryl auf Leinwand, 2-teilig, je 100 × 130 cm, radix #4, 2013, Acryl auf Leinwand, 2-teilig, 130 × 310 cm
- Kunsthaus NRW, Aachen-Kornelimünster: naamah (punctum (beta)), 2009, Acryl auf Leinwand, 2-teilig, je 40 × 50 cm
- Rosenheim-Museum, Offenbach am Main: hephaiste IV, 2010, Acryl auf Leinwand, 2-teilig, je 60 × 40 cm
- Museumsberg Flensburg: radix #3, 2013, Acryl auf Leinwand, 2-teilig, 40 × 30 cm, Wandfolie, Zweig
- Museum Wilhelm Morgner: Der böhse Paul (Mekanïk Destruktïw Kommandöh), 2019, Acryl auf Leinwand, 180 × 120 cm